# Mike Sweeney
Michael "Mike" Sweeney, född 25 december 1959, är en kanadensisk före detta fotbollsspelare. Sweeney gjorde 61 landskamper för Kanadas landslag och var uttagen till VM 1986. Under 2012 blev Sweeney uttagen i tidernas bästa kanadensiska lag.